# 红旗农场 (黑龙江)
红旗农场是一个位于中华人民共和国黑龙江省哈尔滨市南岗区的类似乡级单位，亦是黑龙江省农垦哈尔滨管理局所属的一个国有农场。
红旗农场地处哈尔滨市西南郊区，所辖区域分布在南岗区、道里区、香坊区、平房区7个乡镇。土地总面积12.98平方公里，人口5.3万人。

## 行政区划
红旗农场下辖以下单位：
红旗场直社区、红旗农场望哈管理区和红旗农场机场路管理区。